# Karolina Zakrzewska
Karolina Zakrzewska (ur. w 1986 w Zielonej Górze) – polska modelka, Miss Polski 2007.
Reprezentowała Polskę w konkursie Miss World 2007. Studiowała administrację w Państwowej Wyższej Szkole Zawodowej w Sulechowie.